# Aardbeiencross

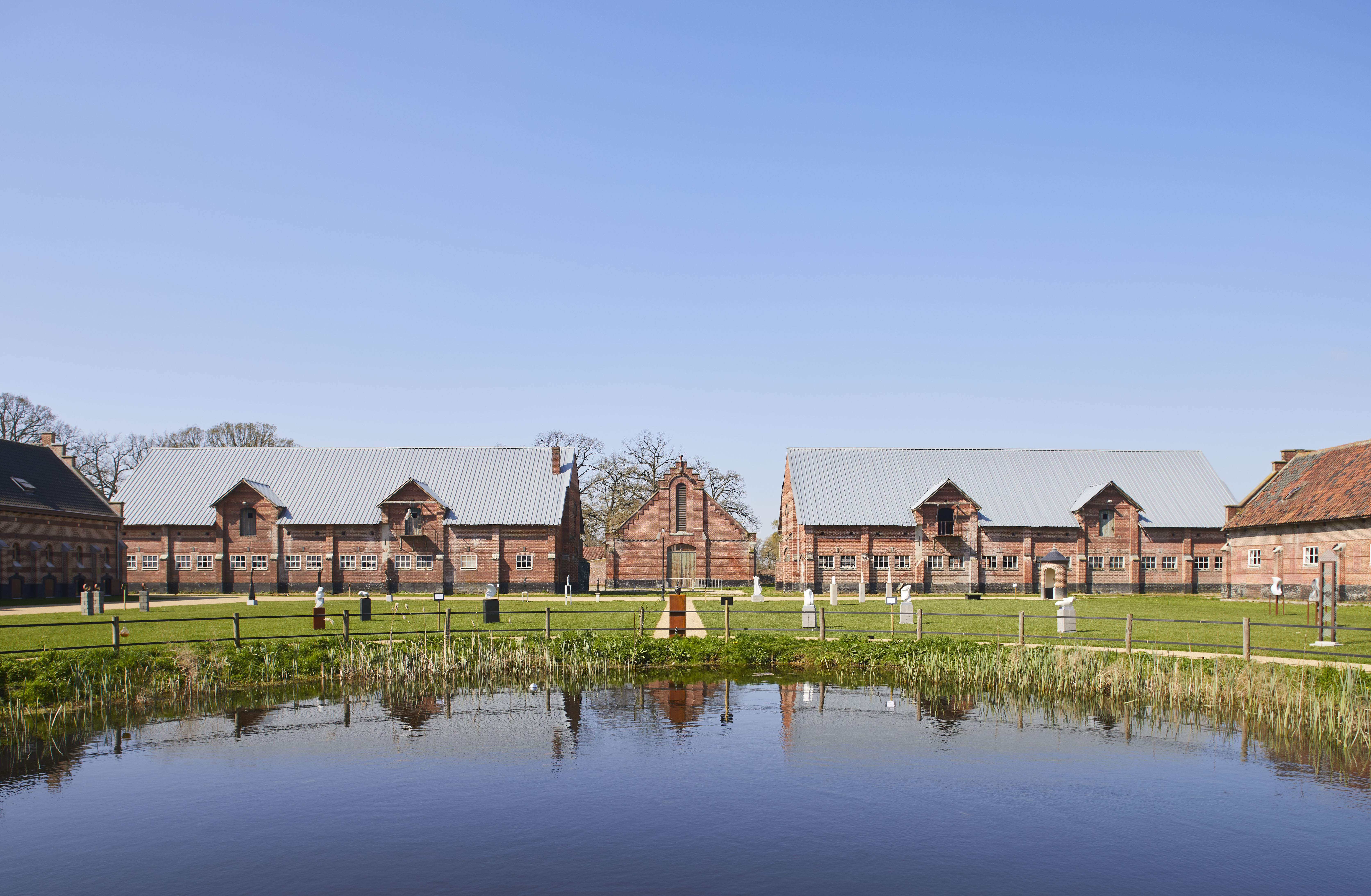
Merksplas-Kolonie, Schauplatz des Aardbeiencross seit 2020

Der Aardbeiencross ist ein belgisches Cyclocrossrennen, das seit 1987 an wechselnden Orten in Hoogstraten und Umgebung stattfindet. Seit 2020 ist Merksplas Schauplatz des Rennens.

## Geschichte
Das Rennen wurde erstmals 1987 ausgetragen, organisiert durch die Vereinigung De Hoogstraatse Spurters. Der Name bezieht sich auf den Anbau von Erdbeeren und anderen Früchten, für den Hoogstraten bekannt ist. Früher wurde das Rennen auch als Vlaamse Aardbeiencross bezeichnet.
Der Austragungsort war stets in Hoogstraten und Umgebung, wechselte aber mehrmals. Die ersten Ausgaben waren im Naherholungsgebiet De Mosten beim Ortsteil Meer, bevor 2009 ein Umzug in den Wald Blauwbossen bei Minderhout erfolgte. Da letzterer zu abgelegen war, wurde das Rennen von 2014 bis 2019 direkt in Hoogstraten ausgerichtet, unmittelbar neben der Frucht-Auktionshalle. Als sich deren Gelände weiter ausbreitete, war 2020 ein erneuter Umzug erforderlich, diesmal in die Nachbargemeinde Merksplas, wo das Gelände der ehemaligen Wohltätigkeits-Kolonie Gastgeber ist. 2025 sicherte die Gemeinde Merksplas durch einen finanziellen Zuschuss den weiteren Bestand des Rennens.
Der Termin des Rennens innerhalb der Saison wechselte mehrmals. Zunächst lag er zu Beginn der Saison im September oder Oktober. Ab der Saison 1993/94 gehörte das Rennen zur GvA Trofee, wo es die Auftaktveranstaltung war. In der Saison 1996/97 entfiel die Austragung, da der Parcours den belgischen Meisterschaften im Januar 1997 diente, die Paul Herijgers gewann. In der Saison 1998/99 wechselte der Aardbeiencross in die Superprestige-Serie, der er noch immer angehört.
2002/03 erhielt der Cross einen neuen Termin Anfang/Mitte Februar. Eine Ausnahme bildete 2009/10, als Hoogstraten im November die Europameisterschaften ausrichtete. Das Männer-Rennen des Aardbeiencross wurde mit der EM kombiniert, da es ein solches bei letzterer noch nicht gab. Die Austragung im Februar 2020 (die erste, die in Merksplas hätte stattfinden sollen) fiel dem Sturm Ciara zum Opfer. Seit der folgenden Saison 2020/2021 findet der Aardbeiencross wieder im November statt.
Rekordsieger bei den Herren ist Sven Nys mit acht Erfolgen, bei den Frauen ist es Sanne Cant mit fünf Siegen. Ein Frauenrennen wird seit 2012 ausgerichtet.

## Siegerliste

### Männer
- 1987:  Wim Lambrechts
- 1988:  Wim Lambrechts
- 1989:  Kurt De Roose
- 1990:  Wim Lambrechts
- 1991:  Dirk Pauwels
- 1992:  Gustaaf Van Bouwel
- 1993:  Paul Herijgers
- 1994:  Peter Willemsens
- 1995:  Paul Herijgers
- 1996: nicht ausgetragen
- 1997:  Peter Willemsens
- 1998:  Bart Wellens
- 1999:  Sven Nys
- 2000:  Mario De Clercq
- 2001 (Dez):  Erwin Vervecken
- 2003 (Jan):  Sven Nys
- 2004:  Erwin Vervecken
- 2005:  Erwin Vervecken
- 2006:  Sven Nys
- 2007:  Sven Nys
- 2008:  Niels Albert
- 2009 (Feb):  Sven Nys
- 2009 (Nov):  Niels Albert
- 2011 (Feb):  Sven Nys
- 2012:  Tom Meeusen
- 2013:  Sven Nys
- 2014:  Sven Nys
- 2015:  Mathieu van der Poel
- 2016:  Mathieu van der Poel
- 2017:  Mathieu van der Poel
- 2018:  Mathieu van der Poel
- 2019:  Mathieu van der Poel
- 2020 (Feb): abgesagt
- 2020 (Nov):  Michael Vanthourenhout
- 2021:  Eli Iserbyt
- 2022:  Laurens Sweeck
- 2023:  Joris Nieuwenhuis
- 2024:  Laurens Sweeck

### Frauen
- 2012:  Daphny van den Brand
- 2013:  Sanne Cant
- 2014:  Nikki Harris
- 2015:  Sanne Cant
- 2016:  Sanne Cant
- 2017:  Sophie de Boer
- 2018:  Sanne Cant
- 2019:  Sanne Cant
- 2020 (Feb): abgesagt
- 2020 (Nov):  Lucinda Brand
- 2021:  Lucinda Brand
- 2022:  Ceylin del Carmen Alvarado
- 2023:  Ceylin del Carmen Alvarado
- 2024:  Ceylin del Carmen Alvarado